# Barbara Brown (Eiskunstläuferin)
Barbara Marie Brown (* 21. Juli 1953 in Denver, Colorado) ist eine ehemalige US-amerikanische Eiskunstläuferin.
Mit ihrem Partner Doug Berndt konnte Brown 1970 bei den US-amerikanischen Meisterschaften den Titel im Juniorenbereich gewinnen. In den zwei folgenden Jahren wurden sie jeweils Dritte bei den Senioren. In beiden Jahren nahmen sie ebenfalls an den Eiskunstlauf-Weltmeisterschaften teil und belegten die Plätze 11 und 14. Bei den Olympischen Winterspielen 1972 in Sapporo erreichten Brown und Berndt den 12. Rang.
Zwischen 1972 und 1977 nahm Brown an der Eisshow Holiday on Ice teil.
Nach Beendigung ihrer aktiven Karriere arbeitet Brown als Trainerin, unter anderem für Sasha Cohen, die 2006 die olympische Silbermedaille gewinnen konnte.

## Ergebnisse

### Paarlauf
(mit Doug Berndt)
| Wettbewerb / Jahr                | 1970  | 1971 | 1972 |
| -------------------------------- | ----- | ---- | ---- |
| Olympische Winterspiele          |       |      | 12.  |
| Weltmeisterschaften              |       | 11.  | 14.  |
| US-amerikanische Meisterschaften | 1. J. | 3.   | 3.   |